# 性別認同
性別認同（英語：Gender identity），是個人對自身性別的主觀感受。性別認同可能與一個人被指定的性別一致，即性別同一性，也可能有所不同，即性別不一致。在大多數個體中，各種性別的生物學決定因素通常與個體的性別認同一致。性別表現通常反映一個人的性別認同，但並非總是如此。雖然一個人可能表現出與特定性別角色一致的行為、態度和外貌，但這種表現不一定代表其性別認同。「性別認同」一詞由精神病學教授羅伯特·J·斯托勒（Robert J. Stoller）於1964年創造，並由心理學家約翰·曼尼推廣。
在大多數社會中，性別屬性通常以男性和女性為基本區分，形成一種性別二元體系，且大多數人遵循這一體系，該體系涵蓋性別與性在各方面的期望，包括生理性別、性別認同、性別表現以及性取向。然而，有些人並不認同與其生理性別相關的部分或全部性別特徵；其中一些人是跨性別者、非二元性別者或性別酷兒。一些社會還存在第三性別類別。
2012年出版的《醫學中的行為科學導論》一書指出，儘管有例外，「性別認同在幼兒時期發展得非常迅速，在大多數情況下，似乎在3至4歲時至少部分不可逆轉。」內分泌學會表示：「有大量科學證據表明，性別認同背後存在穩定的生物學因素。個體可能會因生活中的其他因素而做出選擇，但似乎不存在真正導致個體改變性別認同的外部力量。」社會建構論者則認為，性別認同或其表現方式是由文化和社會影響所建構和決定的。這種建構論並不一定與先天性別認同的存在相矛盾，因為性別的表現可能因文化而異。

## 形成年齡
關於性別認同如何以及何時形成，有多種理論。由於兒童語言能力尚未成熟，研究此主題相當困難，研究者需要根據間接證據進行推測。約翰·曼尼提出，兒童可能在18個月至2歲之間就對性別有所意識並賦予一定意義；勞倫斯·柯爾伯格則認為，性別認同直到3歲才會形成。普遍認為，核心性別認同在3歲時已牢固形成。在這個階段，兒童可以清楚表達他們的性別認同，並傾向選擇被認為符合其性別的活動和玩具（例如女孩喜歡洋娃娃和繪畫，而男孩喜歡工具和打鬧）。儘管如此，他們尚未完全理解性別的深層含義。三歲以後，改變性別認同極為困難。
馬丁（Martin）和魯布爾（Ruble）將性別認同的發展過程概念化為三個階段：(1) 在幼兒期和學齡前，兒童學習與性別相關的定義特徵，這些特徵是性別的社會化方面；(2) 大約在五至七歲時，性別認同得到鞏固，並變得僵化；(3) 在這種「僵化高峰」之後，性別角色的流動性恢復，社會定義的性別角色有所放鬆。芭芭拉·紐曼（Barbara Newmann）則將性別認同的發展分為四個部分：(1) 理解性別的概念，(2) 學習性別角色標準和刻板印象，(3) 與父母產生認同，(4) 形成性別偏好。
根據聯合國教科文組織（UNESCO）的說法，全面的性教育應提高對社會性別和性別認同等主題的認識。

## 影響形成的因素

### 先天與後天
雖然性別認同的形成尚未完全理解，但許多因素被認為對其發展有影響。特別是，性別認同在多大程度上由養育（社會環境因素）決定，與生物因素（可能包括非社會環境因素）的影響是心理學中「先天與後天」辯論的核心問題。越來越多的證據表明，大腦受到子宮內激素的組織性作用、循環性激素以及某些基因表達的影響。
可能影響性別認同的社會因素包括家庭、權威人物、大眾媒體以及兒童生活中其他有影響力的人所傳遞的性別角色觀念。社會學習理論認為，兒童通過觀察和模仿與性別相關的行為，並因其行為而被獎勵或懲罰來發展其性別認同，從而受到周圍人群的影響，並試圖模仿和追隨他們。
大規模的雙胞胎研究表明，跨性別和順性別性別認同的發展都與遺傳因素有關，同時還可能受到一些獨特環境因素的小幅影響。

#### 大衛·利馬與對照案例
一個在「先天與後天」辯論中廣為人知的例子是大衛·利馬的案例，他出生於1965年，也被稱為「約翰/瓊安案」（John/Joan）。利馬在嬰兒時期因包皮環切手術失誤而失去了男性生殖器。約翰·曼尼建議利馬的父母將他當作女孩撫養。在利馬17個月大時，他接受了性別指定手術，並以女孩的身份成長，穿女孩的衣服，接觸女孩的玩具。
1970年代初期，曼尼宣稱利馬的女性性別重置是成功的，這一說法影響了學術界對「後天」假說的共識。在接下來的30年裡，對間性嬰兒以及患有小陰莖症的男性嬰兒進行女性性別指定手術成為標準的醫療實踐。
約翰·曼尼在性別認同的早期研究中發揮了重要作用，儘管他使用的是「性別角色」這一術語。他反對先前認為性別完全由生物因素決定的觀點，並主張嬰兒出生時是一塊「白板」，父母可以決定孩子的性別。在莫尼看來，如果父母在孩子兩歲之前自信地將其撫養為與其生理性別相反的性別，孩子會相信自己天生屬於該性別，並據此行事。他認為，後天環境可以超越先天本性。
在利馬13歲時，他曾試圖自殺，隨後被告知自己原本具有男性生殖器。利馬隨即停止與曼尼的接觸，並接受了手術以移除乳房並重建男性生殖器。1997年，性學家米爾頓·戴蒙德發表了一篇後續研究，揭示利馬拒絕了其女性性別重置，並對「白板假說」（blank slate hypothesis）以及嬰兒性別指定手術提出了反對意見。
米爾頓·戴蒙德一直是約翰·曼尼理論的長期反對者。戴蒙德曾參與關於懷孕大鼠的研究，該研究表明，激素在不同性別的行為中起著重要作用。研究人員在實驗中向懷孕的大鼠注射睾酮，該激素隨後進入胎兒的血液循環。出生的雌性大鼠的生殖器看起來像雄性大鼠的生殖器。同窩的雌性大鼠還表現出雄性行為，甚至試圖爬跨其他雌性大鼠，證明生物學在動物行為中起到了重要作用。
對利馬案例的批評之一是，利馬在8個月大時失去了陰莖，並在17個月大時接受了性別指定手術，這可能意味著利馬已經受到以男孩身份社會化的影響。布拉德利（Bradley）等人（1998年）報告了一個對比性案例：一位26歲的XY染色體女性，她在兩到七個月大之間失去了陰莖並接受了性別指定手術（比利馬早得多），她的父母也比利馬的父母更堅定地將她撫養成女孩，並且她在成年後仍然是女性。她報告說，童年時她有些像男孩子，喜歡典型的男性玩具和興趣，儘管她的童年朋友是女孩。雖然她是雙性戀，曾與男性和女性都有過關係，但她發現女性對她來說更具性吸引力，且女性出現在她的幻想中較多。當時她的工作是一份幾乎完全由男性從事的藍領職業。
格麗特·范德馬森（Griet Vandermassen）認為，由於這是科學文獻中記錄的唯一兩個案例，這使得我們很難從中得出關於性別認同起源的確定結論，特別是考慮到這兩個案例得出了不同的結論。然而，范德馬森也認為，跨性別者支持性別認同是生物學根源的觀點，因為他們儘管按照其解剖性別被撫養並且行為得到加強，但仍不認同自己的解剖性別。

#### 其他案例
根据Reiner等人的一项研究，他们观察了14名患有泄殖腔外翻的基因男性，这些人被作为女性抚养长大。其中6人改变了性别认同为男性，5人仍然认同为女性，3人具有模糊的性别认同（但其中2人明确表示自己是男性）。所有研究对象的兴趣和态度在中度到高度范围内与生物男性一致。另一项研究，利用从1970年代到2000年代初的各种案例（包括Reiner等人的数据）分析了因各种发育障碍（如阴茎缺如、泄殖腔外翻或阴茎切除）而被作为女性抚养的男性。这项研究发现，78%被作为女性抚养的男性仍以女性身份生活。一部分被作为女性抚养的男性后来改为男性身份。然而，被作为男性抚养的男性没有改变过他们的性别认同。那些仍然以女性身份生活的人表现出明显的男性化性别角色行为，而年长者报告对女性有性吸引力。研究的作者警告称，由于存在许多方法论上的局限性，这类研究很难得出强有力的结论。Rebelo等人认为，总体证据表明，性别认同既不是完全由童年养育决定的，也不是完全由生物因素决定的。

### 生物因素
幾個產前的生物因素，包括基因和激素，可能會影響性別認同。有人認為性別認同是由產前性激素控制的，但這很難測試，因為無法在動物身上研究性別認同。根據生物學家邁克爾·J·瑞安（Michael J. Ryan）的說法，性別認同是人類特有的。
在一份立场声明中，内分泌学会指出：
20世纪晚期的医学共识认为，跨性别和性别不一致的个体患有一种被称为“性别认同障碍”的心理健康疾病。性别认同被认为是可塑的，并容易受到外部影响。然而，今天这种观点已不再被认为是有效的。大量科学证据表明，性别认同有一个持久的生物学因素。个体可能会因为生活中的其他因素而做出选择，但似乎并没有外部力量能够真正导致个体改变性别认同。

#### 跨性別和變性者
一些研究探讨了生物变量与跨性别或變性者身份之间是否存在关联。多项研究显示，跨性别者的性别二分化脑结构偏离了与其出生性别相关的特征，更接近其认同性别相关的特征。例如，有研究表明，跨性别女性的终纹床核中央亚区（BSTc）的体积（这一脑部基底神经节的组成部分受到产前雄激素的影响）与女性相似，而不像男性。然而，BSTc体积与性别认同之间的关系仍不清晰。类似的脑结构差异也在同性恋男性与异性恋男性之间，以及女同性恋与异性恋女性之间有所体现。跨性别现象也具有一定的遗传成分。
研究表明，在子宫内促进性器官分化的激素也会引发青春期并影响性别认同的发展。不同量的男性或女性性激素可能导致行为和外生殖器与其出生时指定的性别不符，并表现或看起来更接近其认同的性别。

### 社會和環境因素
社会科学家倾向于认为性别认同来源于社会因素。1955年，約翰·曼尼提出，性别认同是可塑的，并由儿童在幼年时期被抚养为男性或女性的方式决定。然而，莫尼的假设后来被推翻。尽管如此，学者们仍然持续研究社会因素对性别认同形成的影响。在20世纪60年代和70年代，有人认为父亲的缺席、母亲对女儿的渴望或父母的强化模式可能是影响因素；更近的理论则提出父母的心理病理状况可能部分影响性别认同的形成，但这些理论仅有少量实证支持。2004年的一篇文章指出，“缺乏确凿证据证明出生后社会因素的重要性。”一项2008年的研究发现，性别焦虑儿童的父母没有表现出心理病理问题，母亲仅表现出轻度抑郁。也有人提出，父母的态度可能会影响孩子的性别认同，尽管相关证据非常有限。

#### 父母對性別角色的確立
不支持非常規性別的父母更可能养育出对性别认同和性别角色持更坚定和严格观点的孩子。最近的文献显示，性别角色和身份的界限正趋于模糊。关于父母对玩具进行性别分类（"编码"）的研究表明，父母越来越倾向于将厨房玩具和某些情况下的洋娃娃视为中性，而非完全属于女性化的类别。然而，Emily Kane 发现，许多父母对被认为具有女性化特质的物品、活动或属性（如家务技能、养育能力和共情能力）仍表现出负面反应。研究显示，许多父母试图以远离女性化的方式为儿子定义性别。Kane 指出：“父母为儿子设定的性别界限工作，是限制男孩选择的重要障碍，这种做法将男孩与女孩分隔开来，贬低被标记为女性化的活动（无论对男孩还是女孩而言），从而助长性别不平等和異性戀霸權。
许多父母在孩子尚未出生之前，通过超声波等技术确定孩子的性别后，就已经形成了与性别相关的期望。因此，孩子一出生就被赋予特定性别的名字、游戏，甚至未来的期望。一旦确定了孩子的性别，大多数孩子都会按照这一性别被抚养，适应由父母部分定义的男性或女性性别角色。
在考虑父母的社会阶层时，较低阶层的家庭通常持有传统的性别角色观念，即父亲工作，而母亲（可能仅因经济需要而工作）仍负责照顾家庭。然而，中产阶级的“职业”夫妻通常会协商劳动分工，并持有平等主义的理念。这些不同的性别观念会影响孩子对性别的理解以及其性别意识的发展。
Hillary Halpern的一项研究表明，与父母的性别观念相比，父母的性别行为更能有效预测孩子对性别的态度。母亲的行为对孩子对自身性别的假设尤其具有影响力。例如，在孩子面前表现出更传统行为的母亲，其儿子会表现出较少的男性角色刻板印象，而女儿则会表现出更多的女性角色刻板印象。而父亲的行为与孩子对自身性别刻板印象的认知之间未发现相关性。持有两性平等观念的父亲，其子女，特别是儿子，会表现出较少的对异性别的先入之见。

## 雙性人
根据不同的统计标准，将某些情况归类为双性人的估计比例在 0.018% 到 1.7% 之间。双性人指的是在性别特征（包括染色体、性腺、性激素或生殖器官）上存在多种变异的人群。根据联合国人权事务高级专员办公室的定义，这些特征“并不符合典型的男性或女性身体的二元观念”。双性变异可能会使最初的性别指定变得复杂化，而这种指定可能与孩子未来的性别认同不一致。通过手术和激素手段强化性别指定可能会侵犯个人权利。
2005年一项关于女性抚养的46,XY型患有阴茎发育不全、膀胱肛门外翻或阴茎切除的个体的性别认同结果的研究发现，78%的研究对象以女性身份生活，而22%的人则决定根据其基因性别进行性别转变，转为男性。研究结论指出：“研究结果明确表明，在婴儿期或早期儿童期被指定为女性后，患者发起性别重新決定为男性的风险增加，但与认为核心性别认同完全由产前雄激素决定的观点不符。”
一篇2012年的临床综述文章发现，8.5%至20%的双性变异者经历了性別不安。澳大利亚的社会学研究显示，这个国家拥有第三性别“X”的分类，19%出生时具有非典型性别特征的人选择了“X”或“其他”选项，而52%为女性，23%为男性，6%選擇不确定。在出生时，研究中52%的人被指定为女性，41%被指定为男性。
Reiner 和 Gearhart 的一项研究提供了一些关于当基因男性的儿童患有泄殖腔外翻并被性别指定为女性并作为女孩抚养时可能发生的情况的见解，该研究基于約翰·曼尼制定的“最佳性别模式”：在14个孩子的样本中，5至12岁之间的跟踪调查显示，8名孩子认同为男孩，所有受试者至少有中等程度的男性典型态度和兴趣，这支持了基因变量在性别认同和行为上的影响，且这种影响独立于社会化的论点。

## 非常規性別與性別不一致
性別認同可能會對不符合二元性別範疇的個人帶來社會安全問題。截至2022年，僅有23個州和華盛頓特區明確制定了禁止基於性傾向和性別認同歧視的州法律。此外，只有「53%的 LGBTQ 人口生活在禁止基於性傾向和性別認同進行住房歧視的州」，而「17%的 LGBTQ 人口生活在明確將現有禁止性別歧視的法律解釋為涵蓋性傾向和/或性別認同的州」。在某些情況下，一個人的性別認同可能與其第一性徵不一致，導致個人穿著或行為表現的方式被他人視為局外性別文化形式。這些性別表現可能被描述為非常規性別、跨性別或性別酷兒（或非二元性別）（目前正在形成用於描述那些挑戰傳統性別認同的人群的新詞彙），而表現出這些特徵的人可能會經歷性別不安（傳統上稱為性別認同障礙，簡稱 GID）。跨性別者在性別過渡之前、期間和之後，往往會受到語言和性別代名詞的重大影響。
近幾十年來，性別肯定手術已成為可能。一些經歷性別不安的人尋求這種醫療干預，使其生理性別與其性別認同相匹配；而另一些人則保留其出生時的生殖器（有關可能原因，請參閱变性者），但採取與其性別認同一致的性別角色。近年來，現代社會在承認並去污名化非二元性別或非常規性別人群方面取得了一定進展，預計性別肯定手術在2022年至2030年間的年增長率約為11%。雖然性別肯定手術的普及程度預計將有所提高，但在許多國家（包括美國），這項手術仍未完全去污名化。研究顯示，這種污名化對 LGBTQ+ 群體的健康造成了負面影響，尤其是在 COVID-19 疫情期間。